# 북용인 나들목
북용인 나들목(Mohyeon IC)은 경기도 광주시 문형동과 용인시 처인구 모현읍 매산리에 걸쳐 설치된 세종포천고속도로의 17번 교차로(나들목)이다.

## 역사
- 2018년 7월 19일 : 나들목 신설을 위해 광주시 도시계획시설 교통광장에 오포읍 문형리 일원을, 용인시 도시계획시설 교통광장에 모현읍 매산리 일원을 모현 나들목으로 고시[1]
- 2025년 1월 1일 : 세종포천고속도로 남안성 ~ 남구리 구간 개통과 함께 북용인 나들목으로 통행 개시[2]

## 구조물 정보
세종포천고속도로와 연결된 교차로와 용인 ~ 포곡간 도로와 연결된 교차로 모두 입체 교차로 형태로 되어 있다. 고속도로 본선과 연결된 입체 교차로는 진입로와 진출로가 분리된 Y자형 구조이나, 용인 ~ 포곡간 도로와 연결된 입체 교차로는 트럼펫형 구조로 되어 있다.
- 위치 : 경기도 광주시 문형동, 용인시 처인구 모현읍 매산리

## 접속하는 도로
- 국가지원지방도 제57호선 (용인 ~ 포곡간 도로)